# Mistrzostwa Polski przedszkolaków w szachach
Mistrzostwa Polski przedszkolaków w szachach – turnieje szachowe mające na celu wyłonienie medalistów mistrzostw Polski przedszkolaków, rozgrywane systemem szwajcarskim od 1993 do 2013 w kategorii wiekowej do 7 lat. Od 2014 jako Mistrzostwa Polski juniorów do 6 lat.
W przeciwieństwie do mistrzostw w pozostałych kategoriach wiekowych, turnieje przedszkolaków rozgrywane są wyłącznie tempem szachów szybkich (aktualnie po 30 minut na całą partię). Kilka edycji odbyło się w obsadzie międzynarodowej (m.in. w 2004 r. w turnieju chłopców zwyciężył Czech Tomas Pavelek, w 1993 r. w turnieju dziewcząt III m. zajęła Czeszka Petra Novakova, a w 1994 r. – II m. zajęła Węgierka Veronica Schneider). W 1998 r. mistrzostw nie rozegrano.

## Medaliści mistrzostw Polski przedszkolaków do 7 lat
| Lp   | Rok  | Miasto                                                                | Juniorzy-medaliści                                                    | Pozostałe miejsca w pierwszej dziesiątce                                                                                               | Juniorki-medalistki                                                   | Pozostałe miejsca w pierwszej dziesiątce |
| ---- | ---- | --------------------------------------------------------------------- | --------------------------------------------------------------------- | --- | --------------------------------------------------------------------- | --- |
| 1    | 1993 | Rybnik                                                                | 1. Radosław Wojtaszek 2. Leszek Błaszczyk 3. Mikołaj Szablewski       | | 1. Marta Szydłowska 2. Marta Taboła 3. Joanna Worek                   | |
| 2    | 1994 | Rybnik                                                                | 1. Radosław Wojtaszek 2. Michał Szczepiński 3. Tomasz Kubit           | | 1. Marta Szydłowska 2. Barbara Blach 3. Aleksandra Ulanicka           | |
| 3    | 1995 | Toruń                                                                 | 1. Rafał Pluszczewicz 2. Kamil Schreiber 3. Paweł Czarnota            | | 1. Anna Gasik 2. Lidia Zdziarska 3. Magdalena Kozieł                  | |
| 4    | 1996 | Olkusz                                                                | 1. Jakub Kuzioła 2. Jacek Tomczak 3. Piotr Wilk                       | | 1. Joanna Gaś 2. Matylda Kozłowska 3. Maria Jankowska                 | |
| 5    | 1997 | Jaworzno                                                              | 1. Jacek Tomczak 2. Szymon Wróblewski 3. Paweł Ostrowski              | | 1. Maria Jankowska 2. Małgorzata Nowak 3. Elżbieta Motyka             | |
| 1998 | 1998 | nie rozegrano                                                         | nie rozegrano                                                         | nie rozegrano | nie rozegrano                                                         | |
| 6    | 1999 | Biała                                                                 | 1. Kamil Kapica 2. Patryk Kasiańczuk 3. Piotr Szumilas                | | 1. Elżbieta Nawrot 2. Anna Warakomska 3. Aleksandra Kuna              | |
| 7    | 2000 | Załęcze Wielkie                                                       | 1. Zbigniew Strzemiecki 2. Mateusz Zienkiewicz 3. Dariusz Świercz     | | 1. Aleksandra Lach 2. Kinga Zakościelna 3. Aleksandra Krajewska       | |
| 8    | 2001 | Załęcze Wielkie                                                       | 1. Daniel Sadzikowski 2. Marcin Krzyżanowski 3. Michał Cieślar        | | 1. Aleksandra Lach 2. Anna Jankowska 3. Maria Warchoł                 | |
| 9    | 2002 | Załęcze Wielkie                                                       | 1. Kamil Tomsia 2. Jakub Gabryjałowicz 3. Jan Musiałkiewicz           | | 1. Aleksandra Lach 2. Magdalena Mucha 3. Maria Leks                   | |
| 10   | 2003 | Rybnik                                                                | 1. Kacper Drozdowski 2. Kamil Tomsia 3. Grzegorz Nasuta               | | 1. Karolina Cheńska 2. Katarzyna Murawko 3. Marcelina Tracz           | |
| 11   | 2004 | Rybnik                                                                | 1. Borys Lebiedowicz 2. Dawid Wesołowski 3. Damian Śliwicki           | | 1. Judyta Lachowicz 2. Katarzyna Murawko 3. Joanna Dzierzega          | |
| 12   | 2005 | Suwałki                                                               | 1. Jan-Krzysztof Duda 2. Bartłomiej Mazur 3. Filip Delekta            | | 1. Anna Marczuk 2. Agata Topolan 3. Matylda Szwedzińska               | |
| 13   | 2006 | Rybnik                                                                | 1. Tomasz Lamża 2. Wojciech Januszkiewicz 3. Maciej Wącior            | | 1. Agnieszka Dmochowska 2. Anna Marczuk 3. Anna Kubicka               | |
| 14   | 2007 | Czchów                                                                | 1. Kacper Grela 2. Aleksander Szmer 3. Adam Woźniak                   | | 1. Julia Antolak 2. Weronika Górska 3. Alicja Śliwicka                | |
| 15   | 2008 | Chotowa                                                               | 1. Mateusz Tustanowski 2. Maksymilian Bogut 3. Mateusz Mendak         | | 1. Agata Dwilewicz 2. Weronika Łęczek 3. Julia Opic                   | |
| 16   | 2009 | Chotowa                                                               | 1. Jan Pułtorak 2. Nikodem Pabiszczak 3. Rafał Jobda                  | | 1. Honorata Kucharska 2. Michalina Rudzińska 3. Martyna Trzeciak      | |
| 17   | 2010 | Sielpia Wielka                                                        | 1. Daniel Sanz Wawer 2. Paweł Teclaf 3. Wojciech Golenia              | | 1. Marta Mucha 2. Katarzyna Gębal 3. Edyta Wysocka                    | |
| 18   | 2011 | Sielpia Wielka                                                        | 1. Oskar Ogłaza 2. Jakub Suder 3. Jan Dyląg                           | | 1. Zuzanna Adamczyk 2. Marta Mucha 3. Monika Marcińczyk               | |
| 19   | 2012 | Szczyrk                                                               | 1. Oskar Ogłaza 2. Gracjan Grzesik 3. Arkadiusz Babiarz               | | 1. Martyna Wikar 2. Katarzyna Gębal 3. Hanna Kosmacz                  | |
| 20   | 2013 | Poronin                                                               | 1. Konrad Łyszczarz 2. Krzysztof Matela 3. Adrian Czaja               | | 1. Magdalena Gaj 2. Helena Kucharska 3. Oliwia Ścisła                 | |
| 21   | 2014 | Poronin                                                               | 1.Bartosz Fiszer 2.Piotr Kejna 3.Michał Guzik                         | 4.Hubert Meers 5.Grzegorz Iwaszkiewicz 6.Michał Zgorzelski 7.Wiktor Wilanowski 8.Dariusz Dziewoński 9.Filip Nowak 10.Michał Demski     | 1.Barbara Kowalczyk 2.Zuzanna Jędrzejewska 3.Maja Mazurek             | 4.Anna Czarniecka 5.Nikola Grzesik 6.Magdalena Pawicka 7.Maria Palejko 8.Joanna Bandyk 9.Jagoda Romejko 10.Julia Deliemura                  |
| 22   | 2015 | Mistrzostwa Polski do lat 7 połączono z Mistrzostwami Polski do lat 8 | Mistrzostwa Polski do lat 7 połączono z Mistrzostwami Polski do lat 8 | Mistrzostwa Polski do lat 7 połączono z Mistrzostwami Polski do lat 8                                                                  | Mistrzostwa Polski do lat 7 połączono z Mistrzostwami Polski do lat 8 | Mistrzostwa Polski do lat 7 połączono z Mistrzostwami Polski do lat 8                                                                       |
| 23   | 2016 | Suchedniów                                                            | 1.Kamil Warchoł 2.Mateusz Macura 3.Bartosz Bartodziej                 | 4.Marceli Andrzejczak 5.Alan Domański 6.Wojciech Wielgus 7.Maksymilian Nowakowski 8.Grzegorz Fil 9.Antoni Olszewski 10.Bartłomiej Kawa | 1.Gabriela Palejko 2.Zuzanna Gaszka 3.Anna Kicińska                   | 4.Laura Najdecka 5.Liliana Feluś 6.Gabriela Szewczyk 7.Dalia Czarkowska 8.Zofia Stankiewicz 9.Emilia Nowak 10.Kaja Tokarz                   |
| 24   | 2017 | Poronin                                                               | 1.Krzysztof Wojtacha 2.Wiktor Zmarzły 3.Filip Pawicki                 | 4.Mikołaj Grobelny 5.Szymon Suska 6.Paweł Sowiński 7.Dawid Wolak 8.Jaromir Jagodziński 9.Kornel Chomicki 10.Eryk Krawczyk              | 1.Zuzanna Maciejczuk 2.Monika Borowik 3.Anna Nurkiewicz               | 4.Amelia Dróżdż 5.Nadia Konkol 6.Agnieszka Kurnicka 7.Gabriela Drozd 8.Martyna Popiel 9.Ilona Gryko 10.Zofia Kicińska                       |
| 25   | 2018 | Poronin                                                               | 1.Mateusz Różański 2.Marek Konieczny 3.Gabriel Karaszewski            | 4.Tomasz Pawelski 5.Adam Sokołowski 6.Kamil Jasiulewicz 7.Filip Ochędzan 8.Jakub Spisak 9.Bartosz Musiał 10.Wojciech Ziobrowski        | 1.Kinga Lajdamik 2.Aleksandra Moniuszko 3.Blanka Polakiewicz          | 4.Faustyna Czajka 5.Milena Gładysek 6.Natalia Biedrzycka 7.Zofia Krysiewicz 8.Julia Nikołajuk 9.Maria Samełko 10.Anna Kaczan                |
| 26   | 2019 | Szczyrk                                                               | 1.Szymon \|Walewski 2.Jan Busiński 3.Filip Pawlicz                    | 4.Oskar Chiszko 5.Krzysztof Zawal 6.Szymon Kieca 7.Marek Kulig 8.Michał Bombiński 9.Remigiusz Trusewicz 10.Antoni Pieszko              | 1.Patrycja Pająk 2.Michalina Popczyńska 3.Julia Drozd                 | 4.Paulina Trzaskalik 5.Martyna Biegus 6.Marta Juszczyk 7.Łucja Nowicka 8.Małgorzata Kicińska 9.Danuta Zarzycka 10.Lilia Czobanian           |
| 27   | 2020 | Poronin                                                               | 1.Marcin Szczepanik 2.Paweł Brzezina 3.Maksymilian Janeczek           | 4.Jakub Perkowski 5.Milan Chmielek 6.Kamil Halhoul 7.Jan Wolak 8.Armin Wład 9.Aleksander Kogut 10.Marcel Bury                          | 1.Zuzanna Kamińska 2.Weronika Dajek 3.Emilia Kulik                    | 4.Antonina Petrusewicz 5.Blanka Szczotka 6.Zofia Marczak 7.Zofia Ragan 8.Karolina Gawerska 9.Sara Pawulska 10.Maja Kołodziej                |
| 28   | 2021 | Poronin                                                               | 1.Miłosz Zajadlak 2.Maksymilian Wojtuń 3.Leon Krókowski-Bednarz       | 4.Eryk Ejsymont 5.Filip Roszkowski 6.Nikodem Mrozowski 7.Wojciech Korzeniowski 8.Ignacy Bukłaho 9.Adam Gajewski 10.Leon Zalewski       | 1.Hanna Babicz 2.Agnieszka Ślusarczyk 3.Lila Rządkowska               | 4.Gabriela Śmietanko 5.Katsiaryna Klintsevich 6.Marta Staszczyszyn 7.Anna Andrzejewska 8.Luiza Kołosza 9.Laura Górecka 10.Zofia Ulecka      |
| 29   | 2022 | Poronin                                                               | 1.Oskar Ciupek 2.Stanisław Panasiuk 3.Mateusz Rabiej                  | 4.Jakub Wysocki 5.Milan Fuks 6.Maciej Owczarek 7.Paweł Bańkowski 8.Antoni Wołyński 9.Łukasz Wnorowski 10.Wojciech Łoboda               | 1.Liliana Lechowska 2.Anna Babij 3.Helena Taradejko                   | 4.Aleksandra Kaczmarczyk 5.Anastazja Maczugowska 6.Emilia Kocisz 7.Laura Grzeszczyk 8.Ewa Rzewnicki 9.Magdalena Kosiorek 10.Julia Dembowska |

## Medaliści mistrzostw Polski przedszkolaków do 6 lat
| Lp | Rok  | Miasto     | Juniorzy-medaliści                                          | Pozostałe miejsca w pierwszej dziesiątce | Juniorki-medalistki                                             | Pozostałe miejsca w pierwszej dziesiątce                                                                                              |
| -- | ---- | ---------- | ----------------------------------------------------------- | --- | --------------------------------------------------------------- | --- |
| 1  | 2014 | Łazy       | 1. Miłosz Murawski 2. Maciej Wolak 3. Wojciech Borowik      | 4.Mikołaj Szychulec 5.Bartosz Kozłowski 6.Olgierd Tadych 7.Krzysztof Krupiński 8.Piotr Wnuk 9.Jakub Nikołajuk 10.Marcel Maciejek                          | 1. Julia Dallemura 2. Kinga Matuszewska 2. Weronika Dudzińska   | 4.Joanna Bandyk 5.Weronika Sliwicka 6.Anna Czarniecka 7.Pola Seemann 8.Gabriela Pałejko 9.Antoinette Astinger 10.Natalia Kończyło     |
| 2  | 2015 | Suchedniów | 1.Wojciech Wielgus 2.Wojciech Gazda 3.Aleksander Krystoń    | 4.Janfranco Varriale 5.Alan Domański 6.Krzysztof Baran 7.Bartosz Świć 8.Igor Walczak 9.Jakub Sawicki 10.Oliwier Sikora                                    | 1.Gabriela Pałejko 2.Zuzanna Gaszka 3.Laura Najdecka            | 4.Martyna Popiel 5.Monika Borowik 6.Zofia Stankiewicz 7.Jagoda Dzierzgowska 8.Alicja Pilch 9.Łucja Zgorzelska 10.Anna Kicińska        |
| 3  | 2016 | Suchedniów | 1.Filip Pawicki 2.Wiktor Zmarzły 3.Paweł Sowiński           | 4.Jaromir Jagodziński 5.Dawid Wolak 6.Szymon Suska 7.Krzysztof Wojtacha 8.Julian Dziczkowski 9.Kornel Chomicki 10.Marcin Staniak                          | 1.Wiktoria Śmietańska 2.Zofia Kicińska 3.Monika Borowik         | 4.Kinga Lajdamik 5.Nadia Konkol 6.Martyna Popiel 7.Agnieszka Kurnicka 8.Anna Nurkiewicz 9.Malwina Szekowska 10.Aleksandra Matysik     |
| 4  | 2017 | Poronin    | 1.Mateusz Różański 2.Tomasz Pawelski 3.Filip Ochędzan       | 4.Marek Konieczny 5.Krystian Piechocki 6.Jakub Spisak 7.Gabriel Karaszewski 8.Kamil Jasiulewicz 9.Julian Kuryłłowicz-Kaźmierczak 10.Kamil Dobrowolski     | 1.Kinga Lajdamik 2.Aleksandra Moniuszko 3.Julia Nikołajuk       | 4.Antonina Dudek 5.Blanka Polakiewicz 6.Anna Kaczan 7.Magdalena Łapczyńska 8.Milena Gładysek 9.Zofia Krysiewicz 10.Lena Piekutowska   |
| 5  | 2018 | Poronin    | 1.Oskar Chiszko 2.Jan Busiński 3.Marek Kulig                | 4.Jan Wolak 5.Szymon Kieca 6.Kamil Halhoul 7.Jakub Pabiszczak 8.Bartosz Konstanciuk 9.Michał Bombiński 10.Patryk Skrzypek                                 | 1.Danuta Zarzycka 2.Michalina Popczyńska 3.Paulina Trzaskalik   | 4.Lila Czobanian 5.Róża Zabrzańska 6.Małgorzata Kicińska 7.Łucja Nowicka 8.Łucja Budny 9.Hanna Walewska 10.Daria Słobodzian           |
| 6  | 2019 | Szczyrk    | 1.Kamil Halhoul 2.Wojciech Jamka 3.Jakub Perkowski          | 4.Łukasz Świderski 5.Mateusz Soroczyński 6.Marcin Szczepanik 7.Jan Wolak 8.Nikodem Wysokiński 9.Aleksander Kopacki 10.Aleksander Kozłowski                | 1.Zuzanna Kamińska 2.Emilia Kulik 3.Hanna Lipiec                | 4.Hanna Walewska 5.Paulina Pajer 6.Maria Kośmider 7.Maja Szewczyk 8.Eliza Dąbrowska 9.Blanka Szczotka 10.Hanna Jaracz                 |
| 7  | 2020 | Poronin    | 1.Maksymilian Wojtuń 2.Filip Roszkowski 3.Miłosz Zajadlak   | 4.Oskar Ciupek 5.Michał Konkol 6.Ignacy Bukłaho 7.Eryk Ejsymont 8.Leon Zalewski 9.Jakub Kochanowski 10.Franciszek Błochowiak                              | 1.Eliza Dąbrowska 2.Agnieszka Ślusarczyk 3.Gabriela Śmietanko   | 4.Hanna Babicz 5.Liliana Lechowska 6.Paulina Pajer 7.Lila Rządkowska 8.Marta Staszczyszyn 9.Luiza Kołosza 10.Bao Anh Nguyen Doan      |
| 8  | 2021 | Poronin    | 1.Oskar Ciupek 2.Antoni Wołyński 3.Michał Wysocki           | 4.Wojciech Łoboda 5.Jakub Wysocki 6.Adam Orłowski 7.Piotr Spisak 8.Artur Wojtania 9.Szymon Wala 10.Witold Zarzycki                                        | 1.Liliana Lechowska 2.Liliana Owczarzak 3.Anastazja Maczugowska | 4.Anna Babij 5.Laura Grzeszczyk 6.Zofia Kinas-Sierakowska                                                                             |
| 9  | 2022 | Poronin    | 1.Jan Szumiec 2.Witold Rusek 3.Jan Draganik                 | 4.Patryk Mońka 5.Jakub Reclik 6.Ignacy Czachurski 7.Jan Nowak 8.Antoni Oszutowski 9.Wojciech Przygodzki 10.Tymon Szczepanek                               | 1.Maja Cholewa 2.Wiktoria Makuchowska 3.Magdalena Duda          | 4.Lila Górecka 5.Aleksandra Staszczyszyn 6.Sonia Izydorczyk 7.Gabriela Sirocka 8.Ilona Pajer 9.Magdalena Bryczkowska 10.Oliwia Szmaus |
| 10 | 2023 | Poronin    | 1. Antoni Oszustowski 2. Jan Grabowski 3. Wiktor Stańkowski | 4.Antoni Cyboran 5.Alan Radomski 6.Filip Sławski 7.Tymon Szczepanek 8.Krystian Maćkowiak 9.Leon Gatner 10.Jonatan Jan Sopel                               | 1. Emilia Wandor 2. Magdalena Duda 3. Sara Hlubek               | 4.Adrianna Wiatr 5.Izabela Orłowska 6.Kinga Gwóźdź 7.Nela Paluch 8.Dominika Dolbusina 9.Natalia Jędraszek 10.Dobrochna Weber          |
| 11 | 2024 | Darłówko   | 1. Alan Radomski 2. Julian Morawiec 3. Stanisław Zachar     | 4.Henryk Krasoń-Kozdraś 5.Błażej Żurek 6.Aleksander Wantoch-Rekowski 7.Wojciech Jakubowski 8.Aleksander Szumiński 9.Franciszek Gorgol 10.Wiktor Czyszczoń | 1. Maryna Feseniuk 2. Amelia Frydrych 3. Aneta Damaszek         | 4.Weronika Rusek 5.Zofia Olszowska 6.Nela Paluch 7.Lilianna Chmiel 8.Amelia Bęś 9.Grażyna Nadstawek 10.Maja Mikuła                    |